# Baía de Leroux
 entre o Cabo Nunez e a estreita península sobrepujada pelos Picos Magnier, junto a costa oeste da Terra de Graham. Descoberta pela Expedição Antártica Francesa, 1903–05, e batizada por Charcot com o nome do comandante Leroux, da Marinha Argentina. Foi mais precisamente delineada pela Expedição Britânica da Terra de Graham (BGLE) em 1935.
 Este artigo incorpora material em domínio público  de United States Geological Survey  , documento "Baía de Leroux" (conteúdo do Geographic Names Information System).